# معالجة تجريبية
المعالجة التجريبية (بالإنجليزية: Empiric therapy أو empirical therapy)‏ هو علاج يستند إلى الخبرة، أو بالتحديد هو علاج يستند إلى الحدس نتيجة التعلم السريري في غياب معلومات كاملة أو تامة. يستخدم هذا النوع من المعالجة قبل التأكد من التشخيص وفي غياب الفهم الكامل الآلية الحيوية للإمراض أو آلية عمل العلاجية.
التسمية جاءت مشابهة للقانون التجريبي والذي يتضمن أفكارا حول الخبرة العملية.
تستخدم المعالجة التجريبية عادة في وصف المضادات الحيوية لعلاج عدوى قبل معرفة البكتريا التي سببتها. ومن الأمراض التي تستخدم المعالجة التجريبية لأجلها ذات الرئة وعدوى الجهاز البولي والتهاب السحايا وعادة ما يستخدم مضاد حيوي واسع الطيف واحد أو أكثر لعلاج هذا الحالات.